# Чертень
Чертень (біл. Чэрцень) — річка в Білорусі, у Мозирському та Єльському районах Гомельської області. Ліва притока Словечни (басейн Прип'яті).

## Опис
Довжина річки 46 км, похил річки — 0,52 м/км. Площа басейну 445 км2.
Річка каналізована. Висота берегів 1,5-2 м. Річка отримує живлення від системи меліоративних каналів.

## Розташування
Бере початок у Мозирському районі на північ від агромістечка Махновичі. Тече переважно на південний схід. Приблизно за 2,2 км на південний захід від села Нова Рудня Єльського району впадає у річку Словечну за 58 км від її гирла, праву притоку Прип'яті.